# Стойкерс, Ярне
Я́рне Сто́йкерс (нидерл. Jarne Steuckers; род. 4 февраля 2002, Синт-Трёйден, Фламандский регион) — бельгийский футболист, полузащитник клуба «Генк».

## Клубная карьера
Стойкерс — воспитанник клубов «Генк» и «Сент-Трюйден». 17 января 2021 года в матче против льежского «Ауд-Хеверле Лёвен» он дебютировал в Жюпиле лиге в составе последнего. Летом 2022 года Стойкерс на правах аренды перешёл в нидерландский МВВ Маастрихт. 15 августа в матче против НАК Бреда он дебютировал в Эрстедивизи. 29 августа в поединке против «Хераклеса» Ярне забил свой первый гол за МВВ Маастрихт. По окончании аренды Стойкерс вернулся в «Сент-Трюйден». 6 августа в поединке против «Кортрейка» Ярне забил свой первый гол за команду.